# Nurarihyon no Mago
Nurarihyon no Mago (яп. ぬらりひょんの孫 Нурарихён но маго, букв. «Внук Нурарихёна») — фэнтези-манга, созданная Хироси Сиибаси. Она публиковалась в журнале Shonen Jump с 10 марта 2008 по 28 декабря 2012 года и насчитывает 25 томов. С июля по декабрь 2010 года прошёл показ снятого по сюжету произведения первого аниме-сериала. Трансляция второго сезона длилась с июля по декабрь 2011 года.

## Сюжет
Главный герой — тринадцатилетний мальчик Рикуо Нура, в котором течет кровь ёкаев. Он живёт вместе с дедушкой, Верховным главнокомандующим ёкаев, в доме, полном духов. Однажды Рикуо должен будет унаследовать пост дедушки, но не испытывает к этому никакого интереса, а вместо этого старается быть обычным человеком и жить обычной жизнью.

## Персонажи

### Главный дом Нура
Рикуо Нура (яп. 奴良 リクオ Нура Рикуо) (13 лет) — главный герой. Живёт в особняке клана Нура вместе с остальными ёкаями, является третьим наследником «Парада ста ёкаев». Является ёкаем на 1/4, поэтому свою демоническую форму способен принимать только ночью. Позже по ходу сюжета выясняется, что также способен принимать демоническую форму в любое время в месте, лишенном дневного света. Из-за того что Рикуо некоторое время не мог вспомнить что делал в облике екая создалось впечатление что у него раздвоение личности, но после схватки с Гьюки он стал помнить свои действия в ночном облике; также во время битвы с Тамадзуки его человеческая кровь и кровь ёкая смешались, и теперь он может находиться в облике екая даже днём. Рикуо-человек — довольно веселый добродушный мальчик, с короткими (типичными для парней) каштановыми волосами, носит очки, но, несмотря на это, даже в дневном облике способен противостоять ёкаю в бою. Ночной создает впечатление хладнокровного бойца, с длинными чёрно-белыми волосами и красными глазами, да и выглядит он гораздо старше человеческой формы (совершеннолетие ёкаев наступает в тринадцать лет, поэтому, с точки зрения ёкаев, Рикуо уже почти взрослый, и демоническая форма это наглядно демонстрирует), носит чаще всего чёрное кимоно и синий плащ. Испытывает романтические чувства к Цураре, где это ярко выражены в последней экстре. В которой Рикуо пытается поцеловать Цурару, но им помешал Ао. И в постскриптуме Сибаси Хироси сказал, что, написав про снятие проклятия и нарисовав сцену Рикуо и Цурара, он, наконец, почувствовал, что закончил мангу.
Сэйю: Дзюн Фукуяма и Эри Китамура (в детстве)
Нурарихён (яп. ぬらりひょん) — действующий глава ёкаев, из-за старости вынужден передать свои полномочия своему внуку Рикуо, хотя порой он сомневается, что его внук к этому готов. Любит устраивать мелкие пакости (например, сбежать с ресторана не заплатив), и хотя большую часть времени сидит дома, по-прежнему принимает живейшее участие в жизни клана. Выглядит как сморщенный низкорослый старичок с огромным лысым затылком, постоянно носит кимоно.
Сэйю: Тикао Оцука и Кодзи Юса (в молодости)
Вакана Нура (яп. 奴良 若菜 Нура Вакана) (30 лет) — человек, мать Рикуо. Несмотря на то, что живёт в доме, полном ёкаев, отличается весёлым и жизнерадостным нравом, а также потрясающей неловкостью, из-за чего постоянно роняет на пол посуду.
Сэйю: Риса Мидзуно
Рихан Нура (яп. 奴良 鯉伴 Нура Рихан) — ханъё, отец Рикуо, второй глава клана Нура. Был главнокомандующим клана во время войны с Хяку Моногатари в Эдо. Внешне похож на отца и сына, но его волосы были абсолютно черными, и одевался он в зелёное полосатое кимоно. Всегда с юмором относился к своему отцу, что Нурарихёна порой весьма раздражало. Был убит Хагоромо Гицунэ в воплощении его бывшей жены Ямабуки Отомэ. До конца своих дней любил и страдал по своей первой жене - Ямабуки Отомэ. В последней главе манги Рихан и Отомэ все же воссоединились, и  вместе отправились в загробный мир.
Сэйю: Кэйдзи Фудзивара
Ёхимэ (яп. 珱姫 Ё:химэ) — жена Нурарихёна, мать Рихана, бабушка Рикуо. Четыреста лет назад жила в Киото, где славилась своей невероятной силой, дающей ей способность исцелять безнадежно больных людей одним лишь прикосновением, поэтому её отец держал дочь в заточении, как своё «величайшее сокровище». Оммёдзи из семьи Кэйкаин день и ночь уберегали Ёхимэ от посягательств рыскающих поблизости демонов. Кроме того, Ёхимэ была известна как первая красавица города, и этим, в свою очередь, заинтересовался пребывавший там в то время Нурарихён, что пробрался в тщательно охраняемый особняк, где и встретился с принцессой. Между ними вскоре возникло чувство, и, когда Хагоромо Гицунэ попыталась завладеть печенью Ёхимэ, чтобы отдать её силу своему нерождённому ребёнку, Нурарихён вторгся в замок Осака. С помощью главы дома Кэйкаин, Хидэмото, он изгнал демона-лисицу и спас возлюбленную, что согласилась выйти за него замуж и вместе с ним вернулась в Эдо.
Сэйю: Хоко Кувасима
Ямабуки Отомэ (яп. 山吹 乙女, «Дева-Керрия») — первая жена Рихана, красивая аякаси, скромная и благожелательная. На период её с Риханом брака приходился расцвет клана Нура. Однако из-за проклятия, наложенного Хагоромо Гицунэ на всех мужчин из рода Нурарихёна, Отомэ не могла зачать ребёнка, и в конце концов покинула главный дом, оставив на прощание свиток с хайку (позже цитаты этого хайку пробудили её душу после сражения Кицунэ с Рикуо). Была возрождена в своем теле спустя более трехсот лет, и встретилась с возлюбленным маленькой девочкой. Она называла Рихана своим отцом и играла с Рикуо, однако то тело было выбрано Абэ-но Сэймэем в качестве сосуда для души его матери Хагоромо Гицунэ. Ямабуки под влиянием Минагороси Дзидзо (глаза Саммото, главы и отца Хяку Моногатари) проткнула Рихана «Молотом Дьявола», после чего её телом полностью завладела лисица, и лишь после финальной битвы с Рикуо в ней ненадолго пробудилась душа Ямабуки. В дополнительных главах 25-го тома показано, как Отомэ и Рихан снова ненадолго воссоединяются в источнике близ деревни Ханъё перед финальной битвой Рикуо и Сэймэя. Нурарихён возрождает Хагоромо Гицунэ, но та ещё больше подвержена влиянию со стороны Отомэ, в результате чего, она помогает Рикуо одолеть собственного сына. После битвы Кицунэ приносит раненого Рикуо в целебный источник и говорит, что отделилась как от Отомэ, так и от лисы, но связь между ними не исчезла и начинает самостоятельную жизнь. На последней странице главы видно как Рихан и Отомэ вместе отправляются в загробный мир.
Сэйю: Мамико Ното

#### Приближенные
Юки-онна (яп. 雪女), она же Цурара Ойкава (яп. 及川 氷麗 Ойкава Цурара) — снежная женщина, дочь Сэцуры. Выглядит как подросток, довольно способная, однако в одиночку проигрывает многим ёкаям. Одна из телохранителей Рикуо. Очень преданна и всегда старается быть рядом с ним, поскольку влюблена в него, всегда заботится о дневном Рикуо и порой стесняется ночного. Очень боялась Юру, из-за того что она оммёдзи, ревнует Рикуо к Кане. Вкусно готовит, хотя блюда всегда получаются холодноватыми. Единственная, кому удалось обхитрить и победить Ёсудзумэ. После назначения Рикуо Третьим Цурара стала одной из глав и у неё появился собственный клан, состоящий в основном из цукумогами.
Сэйю: Юи Хориэ
Аотабо (яп. 青田坊 Аотабо:), он же Курата (яп. 倉田) — второй телохранитель Рикуо. Обладает большой физической силой, и, несмотря на грозный вид, хорошо относится к людям, особенно к детям. Лидер ударной группы клана Нура. Возглавляет банду байкеров «Кровавое Хякки Яко».
Сэйю: Хироки Ясумото
Карасу Тэнгу (яп. カラス天狗) — котэнгу (тэнгу-ворон), один из главных сподвижников и советников Нурарихёна. Часто сопровождает Рикуо, хотя тот не всегда даже подозревает об этом. Отец троих детей — Куромару, Тосакамару и Сасами, образующих «Самба Гарасу», главную разведывательную группу клана Нура, а также отряд быстрого реагирования.
Куротабо (яп. 黒田坊 Куротабо:) — ёкай, придуманный детьми из бедных семей и сиротами, вследствие частого разбойничества. Он описывался как монах в чёрном одеянии, вооруженный разнообразным оружием. В эпоху Эдо стал частью Хяку Моногатари, попав под влияние Саммото, но во время войны Хяку Моногатари с кланом Нура его позвал на помощь ребёнок, и он вновь стал прежним, после чего присоединился к клану Нура. Является одним из приближенных Главы и вторым лидером ударной группы клана.
Сэйю: Косукэ Ториуми
Кубинаси (яп. 首無, досл. "Бесшейный") — ёкай, у которого отсутствует шея, голова постоянно летает над телом, хотя и может отдаляться от него, но в пределах видимости. Изначально он был человеком, влюбившимся в куртизанку, но был убит ёкаем, вследствие чего тоже стал ёкаем, убивающим всех демонов подряд. В конце концов его кровавую оргию прекратил Нура Рихан, что сперва думал убить Кубинаси, но, после того, как за него заступилась Кэдзёро, передумал, и принял обоих в свой клан. Кубинаси по-прежнему верен Второму главе, и, в знак благодарности, всячески защищает и поддерживает его сына.
Сэйю: Такахиро Сакурай

### Люди
Киёцугу Киёдзюдзи (яп. 清十字 清継) — школьный друг Рикуо. Помешан на ёкаях и пытается всеми способами найти их, но безуспешно. Хотя в первой главе он упорно доказывал ребятам, что ёкаи не существуют, до тех пор пока не произошло нападение ёкаев на школьный автобус, в котором ехал он и его класс. Обладает некой харизмой, благодаря чему при любом своем мнении он остается популярным, особенно среди противоположного пола, хотя перед лицом опасности его все бросают. Рикуо-ёкай стал его идолом после его спасения.
Сэйю: Кисё Танияма.
Кана Иэнага (яп. 家長 カナ Иэнага Кана) — школьная подруга Рикуо. Влюблена в его демоническую форму, не подозревая, что это и есть Рикуо. Ревнует человеческую форму Рикуо к Цураре, сама не понимая почему. Сэйю — Ая Хирано.
Нацуми Тории (яп. 鳥居 夏実 Тории Нацуми) — школьница. Состоит в Клубе исследования тайн имени Киёцугу.
Саори Маки (яп. 巻 紗織 Маки Саори) — одноклассница Рикуо и лучшая подруга Тори.
Сима (яп. 島 二郎) — лучший друг Киёцугу. Влюблён в человеческую форму Юки-онны Цурару Ойкаву.

### Дом Кэйкаин
Юра Кэйкаин (яп. 花開院 ゆら Кэйкаин Юра) — оммёдзи, защищающая людей от ёкаев. Приехала в Укиёэ для прохождения тренировки. Достаточна сильна, чтобы призвать четырёх сикигами одновременно. Способна изгонять мононокэ и цукумогами. Способна вызывать сикигами «Хагун» (предыдущих глав дома Кэйкаин, дарующих призывающему свою силу), поэтому является будущей главой клана Кэйкаин. Вернулась в Киото ради борьбы с Хагоромо Гицунэ.
Сикигами:
- Рокусон (яп. 禄存) — олень.
- Танро (яп. 貪狼) — огромный белый волк.
- Рэнтэй (яп. 廉貞) — карп.
- Кёмон (яп. 巨門) — слон.
- Букёку (яп. 武曲) — «отимуся», то есть павший воин.

## Термины
Сакадзуки (яп. 杯) — церемониальная чаша, по виду больше напоминающая блюдце, в которую наливают сакэ, сама церемония похожа на Брудершафт. В церемонии имеют не маловажное значение пропорции: 50 на 50 — означает закрепление уз, схожих с братскими; 70 на 30 — залог доверенности между хозяином и слугами.
Икигимо (яп. 生き肝, досл. «живая печень») — термин, означающий печень, которую заживо удаляют из людей. Во времена молодости Нурарихёна, считалось что поглощение жизненной силы (то есть употребление печени) младенцев, жрецов/жриц или имперских принцесс может придавать силы.
Страх (яп. 畏 Осорэ) — термин, означающий уникальные навыки и особенности какого-нибудь аякаси, или состояние открывающее его способности. «Страхом» это называется потому что он изначально предназначался для запугивания людей, но аякаси часто используют его против друг друга, по тем или иным причинам. Также отдельные слуги могут совмещать свой Страх, со своим лидером, делая силу его гораздо мощнее чем по отдельности.
- Проявление (яп. 鬼發 Хацу, досл. «волосы Они») — первая стадия «Страха» в битвах ёкаев, при которой аякаси пытается просто запугать его своей демонической аурой. Жертва будет испытывать чувство непреодолимого страха, может видеть галлюцинации.
- Преследование (яп. 鬼憑 Хё:и) — вторая стадия «Страха», при которой сам «Страх» материализуется и может разорвать «Проявление» противника и даже нанести ему увечья в зависимости от особенностей аякаси.
- Облачение (яп. 鬼纏 Матои) — особая техника «Страха», смысл в которой заключается в совмещении страха Хякки Яко и его лидера. Эта техника была создана Риханом Нурой, который являлся ханъё. Лидер должен был при этом обладать человеческим сердцем, чтобы понимать и доверять своим слугам. Если же между ними не было привязанности и понимания, Матои бы не получился. Лидер практически «облачается» Страхом своего подчиненного и приобретает часть его особенностей. После первого раза, на теле появляется татуировка с символом его подчиненного, который служит знаком «договора» о таком сотрудничестве.

Ёкай (яп. 妖怪 ё:кай) — обобщенное название сверхъестественных созданий.
- Цукумогами (яп. 付喪神) — это название целого класса существ, которыми, по легендам, могли стать предметы обихода, которым больше ста лет.
- Они (яп. 鬼) — это демоны-людоеды. Обычно они отличаются огромными размерами, но встречаются упоминания и о маленьких они. Эти существа умеют обращаться в людей и очень любят человеческое мясо.
- Юрэй (яп. 幽霊 Ю:рэй) — термин в японской мифологии, употребляющийся в частности относительно духов умерших людей. Зачастую безобидные привидения, не причиняющие вреда живым людям. За исключением призраков, исполненных определенных чувств, которые могли бы толкнуть их к превращению в злобного духа, мононокэ.
- Мононокэ (яп. 物の怪 досл. «воплощённый злой дух», т.е. являющийся не призраком, а вполне материальным существом) — существа, куда сильнее обычных ёкаев, так как это люди, или реже — животные, которые обратились в ёкаев под действием тяготящих их чувств, таких как ненависть, злоба, зависть, месть, ревность и др.
- Аякаси (яп. 妖 (あやかし) досл. «сверхъестественное создание») — наивысший класс ёкаев, обладающих разумом. Являет собой огромный сгусток зачастую негативной энергией. Происхождение неизвестно. Можно сравнивать с воплощенным негативным информационным эгрегором, что дает возможность предполагать, что происхождение аякаси зависит от антропогенных факторов.

## Аниме

### Создатели
| Создатель            | Имя |
| -------------------- | --- |
| Оригинал             | Сиибаси Хироси |
| Режиссёр             | Дзюдзи Нисимура (1 сезон), Митио Фукуда (2 сезон)                                                                           |
| Сценарий             | Нацуко Такахаси (1 сезон), Хидэаки Коясу (2 сезон)                                                                          |
| Дизайн персонажей    | Марико Ока |
| Дизайн ёкаев         | Синобу Тагасира |
| Художник-постановщик | Дзюнъити Хигаси |
| Художник             | Кодзи Идзима |
| Оператор-постановщик | Масаюки Кавагути |
| Редактор             | Масахиро Мацумура |
| Композитор           | Танака Кохэй, Кадзухиро Савагути и Кэйдзи Иути (2 сезон)                                                                    |
| Звукорежиссёр        | Ходзуми Года |
| Продюсеры            | Синъя Синодзаки, Ёсихиро Фурудзава, Кодзин Ёнэкура, Масафуми Такатори, Тосиюки Овада, Такэо Сота, Хитоси Кавамура (1 сезон) |
| Студия               | Studio Deen |

### Открывающие и закрывающие темы
В первом сезоне было два опенинга: «Fast Forward» (1-12 серии) и «Sunshine» (13-24), оба в исполнении MONKEY MAJIK. Все закрывающие темы — «Sparky☆Start», «Symphonic☆Dream» и «Brilliant☆Message» — были исполнены Katate☆SIZE (Кана Иэнага (Ая Хирано), Юки-Онна (Юи Хориэ), Юра Кэйкаин (Ай Маэда)).
Опенинги второго сезона «Hoshi no Arika» (яп. 星の在処 Хоси но Арика, Расположение звезд) (1-13 серии) и «The LOVE SONG» (c 13) написаны и исполнены LM.C, эндинги «Orange Smile» и «Departure» написаны Риэ Оцука (стихи) на музыку Кохэя Цунами, и исполнены Katate☆SIZE (Кана Иэнага (Ая Хирано), Юки-Онна (Юи Хориэ), Юра Кэйкаин (Ай Маэда)).

### Первый сезон
| №    | Название | Дата оригинального показа |
| ---- | --- | ------------------------- |
| 1    | Глава монстров и Наследник «Тимимо:рё: но Арудзи то Нарэ» (魑魅魍魎の主となれ)                                                       | 3.07.2010                 |
| 2    | Танец ядовитых крыльев в Бамбуковой чаще «Доку Ханэ ва Тикурин ни Мау» (毒羽根は竹林に舞う)                                          | 11.07.2010                |
| 3    | Исследователи паранормального — Юра Кэйкаин и Киёдзюдзи «Кэйкаи:н Юра то Киёдзю:дзи Кайки Тантэй Дан» (花開院ゆらと清十字怪奇探偵団) | 18.07.2010                |
| 4    | Крысы тьмы едят кошек «Ями но Нэдзуми ва Нэко о Курау» (闇の鼠は猫を喰らう)                                                          | 25.07.2010                |
| 5    | Красный цветок сливы на Бесовской горе «Они Сумуяма ни Акаки Умэ ва Саку» (鬼棲む山に紅き梅は咲く)                                   | 1.08.2010                 |
| 6    | Ловушка на Бесовской горе «Ма но Яма ни Сикума Рэси вана» (魔の山に仕組まれし罠)                                                     | 10.08.2010                |
| 7    | Тьма пришла в лунную ночь «Сингэцу но Ёру ни Ями га Угоита» (新月の夜に闇が動いた)                                                   | 17.08.2010                |
| 8    | Умэвакамару, помилуй! «Умэвакамару, Мудзан!» (梅若丸、無残!)                                                                         | 24.08.2010                |
| 9    | Как Гюки полюбил клан Нура «Гю:ки но Айсита Нура Куми» (牛鬼の愛した奴良組)                                                          | 24.08.2010                |
| 10   | Волшебное зеркало ест плод «Макё: Китаритэ Кадзицу о Курау» (魔鏡来りて果実を喰らう)                                                 | 6.09.2010                 |
| 11   | Западные ветры авангарда «Сэндзин но Кадзэ, Ниси но Хо: Ёри» (先陣の風、西の方より)                                                  | 13.09.2010                |
| 12   | Тамадзуки и Семь теней «Тамадзуки то Нанацу но Кагэ» (玉章と七つの影)                                                                | 20.09.2010                |
| 12.5 | Компиляция: Восстание господина Гюки, факты (спецвыпуск) «Со:сю:хэн : Гю:ки-сама мухон, Тэммацу» (総集編 : 牛鬼様謀反、顛末)         | 27.09.2010                |
| 13   | Призыв Инугамигёбу-Тамадзуки «Инугамигё:бу Тамадзуки но Тэманэки» (隠神刑部狸玉章の手招き)                                           | 4.10.2010                 |
| 14   | Катастрофический пожар и внезапный дождь «Го:ка то Сю:у» (劫火と驟雨)                                                                | 11.10.2010                |
| 15   | Конкурентка, изобилие ста цветов «То:дзё:, Хякка Рё:ран» (闘女、百花繚乱)                                                            | 18.10.2010                |
| 16   | Благородная душа, красное пламя «Гэдакаки Тамасии, Курэнай ни Мою» (気高き魂、紅に燃ゆ)                                              | 25.10.2010                |
| 17   | Нацуми и господин Сэмба «Нацуми то Сэмба-сама» (夏実と千羽様)                                                                        | 1.11.2010                 |
| 18   | Бешеный пёс, предсмертный вой «Кё:кэн, Хайкё ни Хо:ко:су» (凶犬、廃墟に咆哮す)                                                       | 8.11.2010                 |
| 19   | Темная завеса приоткрыта «Тобари ва Ями Ёри Аку» (幕は闇より開く)                                                                    | 15.11.2010                |
| 20   | Сакадзуки в пропорции 70 к 30 «Нана-фун Сан-фун но Сакадзуки» (七分三分の盃)                                                         | 22.11.2010                |
| 21   | К рассвету «Акацуки ни» (暁に) | 29.11.2010                |
| 22   | Тьма и Лёд «Ями то Ко:ри» (闇と氷)                                                                                                   | 6.12.2010                 |
| 23   | Дьявольский молот «Мао: но Кодзути» (魔王の小槌)                                                                                     | 13.12.2010                |
| 24   | Луна на небосводе «Цуки ва Сора ни Ару» (月は空にある)                                                                               | 20.12.2010                |
| 24.5 | Компиляция: Наше мальчишеское прозрение (спецвыпуск) «Со:сю:хэн : Сё:нэн Тати но Дзансё:» (総集編 : 少年たちの残照)                  | 27.12.2010                |

### Второй сезон
| №    | Название | Дата оригинального показа |
| ---- | --- | ------------------------- |
| 1    | Пробуждение третьего наследника клана Нура «Какусэй, Нура-гуми Сандаймэ» (覚醒、奴良組三代目)               | 3.07.2011                 |
| 2    | Два правосудия «Футари но Сэйги» (二人の正義)                                                               | 10.07.2011                |
| 3    | Убеждения Юры Кэйкаин «Кэйкаи:н Юра но Наттоку» (花開院ゆらの納得)                                          | 17.07.2011                |
| 4    | Нурарихён и Ёхимэ «Нурарихён то Ё:химэ» (ぬらりひょんと珱姫)                                                | 24.07.2011                |
| 5    | Присоединяйтесь «Има э то Цунагу» (今へと繋ぐ)                                                              | 31.07.2011                |
| 6    | История Тоно «То:но Моноготари» (遠野・物語)                                                                | 7.08.2011                 |
| 7    | Луна на воде «Кё:ка Суйгэцу» (鏡花水月)                                                                     | 14.08.2011                |
| 8    | Вторжение Хагоромогицунэ в Киото «Хагоромо Гицунэ Кё:то Дзэммэцу Синко:» (羽衣狐京都全滅侵攻)               | 21.08.2011                |
| 9    | Серый оммёдзи «Хаииро но Оммё:дзи» (灰色の陰陽師)                                                           | 28.08.2011                |
| 10   | Хагун «Хагун» (破軍)                                                                                        | 4.09.2011                 |
| 11   | Битва за Киото «Кё:дзё:ку но Татакаи» (京上空の戦い)                                                        | 11.09.2011                |
| 12   | Долгожданная цель «Сюкуган» (宿願)                                                                          | 18.09.2011                |
| 12.5 | Компиляция: Судьба столицы духов (спецвыпуск) «Со:сю:хэн : Иннэн но Сэннэн Макё:» (総集編 : 因縁の千年魔京) | 25.09.2011                |
| 13   | Лабиринт: Лес Тории «Мэйкю: Тории но Мори» (迷宮・鳥居の森)                                                 | 2.10.2011                 |
| 14   | Сбежать от аякаси «Дзэттай ни со:гу:ситэ ва наранаи аякаси» (絶対に遭遇してはならない妖)                    | 9.10.2011                 |
| 15   | Падение во тьму «Ями ни сидзуму…» (闇に沈む…)                                                               | 16.10.2011                |
| 16   | Общее прошлое «Кё:цу: но Како» (共通の過去)                                                                 | 23.10.2011                |
| 17   | Оснащение сотни демонов «Хякки о со:би» (百鬼を装備)                                                        | 30.10.2011                |
| 18   | Доверься мне «Дзэмбу адзукэру» (全部あずけろ)                                                               | 06.11.2011                |
| 19   | Узы доверия «Сэнака-госи но кидзуна» (背中越しの絆)                                                         | 13.11.2011                |
| 20   | Круг перерождений «Риннэ но ва» (輪廻の環)                                                                  | 20.11.2011                |
| 21   | Рождение «Тандзё:» (誕生)                                                                                   | 27.11.2011                |
| 22   | Фрагменты прошлого «Цуиоку но какэра» (追憶の欠片)                                                          | 04.12.2011                |
| 23   | Пиршество тьмы «Анкоку но утагэ» (暗黒の宴)                                                                 | 11.12.2011                |
| 24   | Заявление Рикуо «Рикуо, сэнгэнсу» (リクオ、宣言す)                                                          | 18.12.2011                |
| 24.5 | Компиляция: Судьба столицы духов «Со:сю:хэн : Кэнкон но сэннэн макё:» (総集編 : 乾坤の千年魔京)             |                           |